# Lista över Europeiska rådets toppmöten

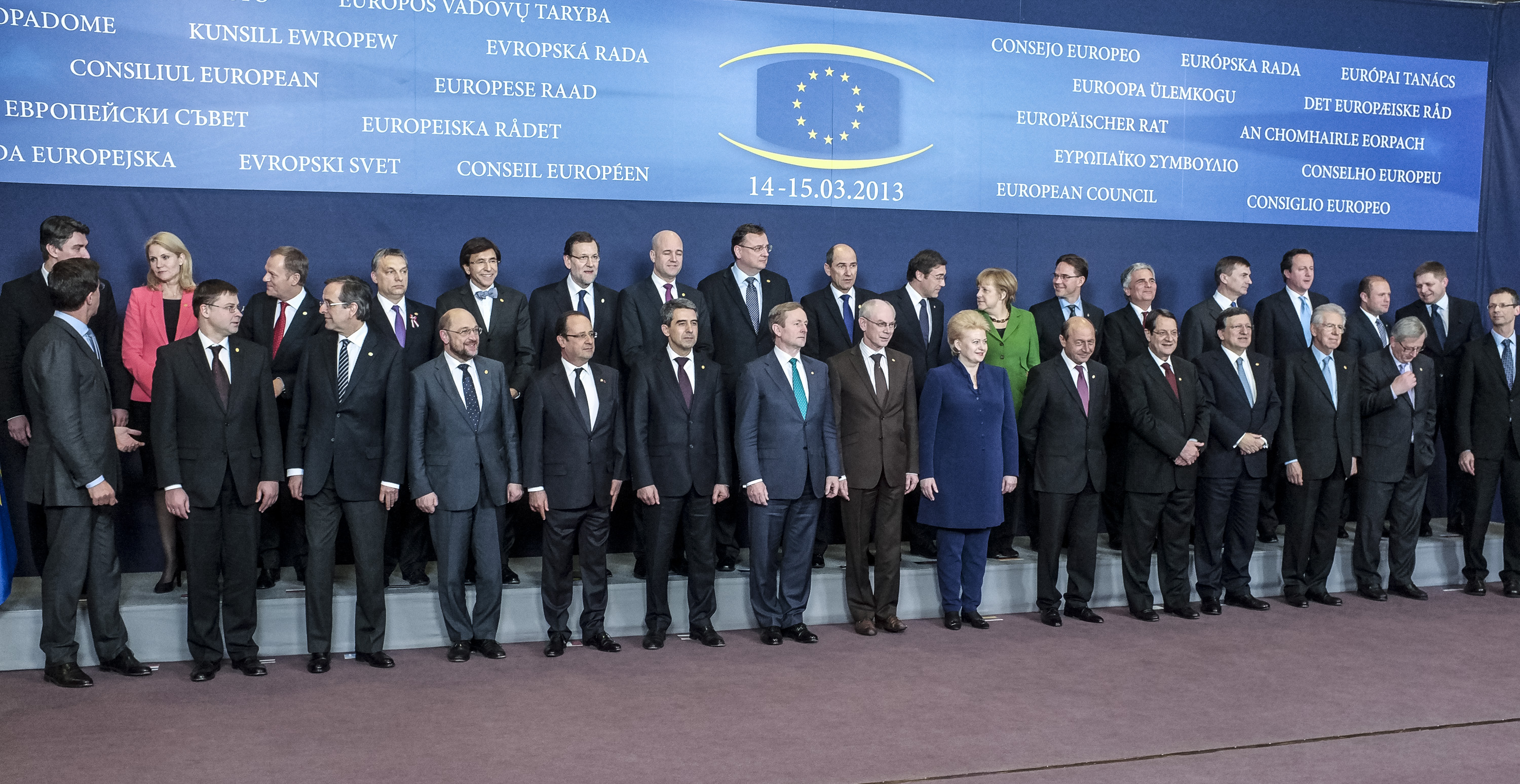
Europeiska rådet den 14 mars 2013.

Denna lista över Europeiska rådets toppmöten innefattar samtliga toppmöten som Europeiska rådet har hållit sedan 1975. Vid toppmötena sammanträder stats- eller regeringscheferna för Europeiska unionens medlemsstater samt Europeiska kommissionens ordförande. Sedan Lissabonfördraget trädde i kraft den 1 december 2009 leds alla sammanträden av Europeiska rådets ordförande; innan dess leddes de av stats- eller regeringschefen från den medlemsstat som innehade ordförandeskapet i Europeiska unionens råd.
Utöver de vanliga toppmötena äger även eurotoppmöten rum, där euroområdets stats- eller regeringschefer deltar, i vissa fall med närvaro av övriga medlemsstaters stats- eller regeringschefer. Eurotoppmötena leds av Europeiska rådets ordförande.

## Lista
|  |  |

|  |  |

|  |  |

|  |  |

| Nr  | År   | Datum           | Ordförandeskap     | Ordförande               | Ort                  | Viktiga beslut eller frågor                 | Ref. |
| --- | ---- | --------------- | ------------------ | ------------------------ | -------------------- | ------------------------------------------- | ---- |
| 1   | 1975 | 10–11 mars      | Irland             | Liam Cosgrave            | Dublin               | Första officiella sammanträdet              |      |
| 2   | 1975 | 16–17 juli      | Italien            | Aldo Moro                | Bryssel              |                                             |      |
| 3   | 1975 | 1–2 december    | Italien            | Aldo Moro                | Rom                  | Upprättande av TREVI                        |      |
| 4   | 1976 | 1–2 april       | Luxemburg          | Gaston Thorn             | Luxemburg            |                                             |      |
| 5   | 1976 | 12–13 juli      | Nederländerna      | Joop den Uyl             | Bryssel              |                                             |      |
| 6   | 1976 | 29–30 november  | Nederländerna      | Joop den Uyl             | Haag                 |                                             |      |
| 7   | 1977 | 25–27 mars      | Storbritannien     | James Callaghan          | Rom                  |                                             |      |
| 8   | 1977 | 29–30 juni      | Storbritannien     | James Callaghan          | London               |                                             |      |
| 9   | 1977 | 5–6 december    | Belgien            | Leo Tindemans            | Bryssel              |                                             |      |
| 10  | 1978 | 7–8 april       | Danmark            | Anker Jørgensen          | Köpenhamn            |                                             |      |
| 11  | 1978 | 6–7 juli        | Västtyskland       | Helmut Schmidt           | Bremen               |                                             |      |
| 12  | 1978 | 4–5 december    | Västtyskland       | Helmut Schmidt           | Bryssel              |                                             |      |
| 13  | 1979 | 12–13 mars      | Frankrike          | Valéry Giscard d’Estaing | Paris                |                                             |      |
| 14  | 1979 | 21–22 juni      | Frankrike          | Valéry Giscard d’Estaing | Strasbourg           |                                             |      |
| 15  | 1979 | 29–30 november  | Irland             | Jack Lynch               | Dublin               |                                             |      |
| 16  | 1980 | 17–18 april     | Italien            | Francesco Cossiga        | Luxemburg            |                                             |      |
| 17  | 1980 | 12–13 juni      | Italien            | Francesco Cossiga        | Venedig              |                                             |      |
| 18  | 1980 | 1–2 december    | Luxemburg          | Pierre Werner            | Luxemburg            |                                             |      |
| 19  | 1981 | 23–24 mars      | Nederländerna      | Dries van Agt            | Maastricht           |                                             |      |
| 20  | 1981 | 29–30 juni      | Nederländerna      | Dries van Agt            | Luxemburg            |                                             |      |
| 21  | 1981 | 26–27 november  | Storbritannien     | Margaret Thatcher        | London               |                                             |      |
| 22  | 1982 | 29–30 mars      | Belgien            | Wilfried Martens         | Bryssel              |                                             |      |
| 23  | 1982 | 28–29 juni      | Belgien            | Wilfried Martens         | Bryssel              |                                             |      |
| 24  | 1982 | 3–4 december    | Danmark            | Poul Schlüter            | Köpenhamn            |                                             |      |
| 25  | 1983 | 21–22 mars      | Västtyskland       | Helmut Kohl              | Bryssel              |                                             |      |
| 26  | 1983 | 17–19 juni      | Västtyskland       | Helmut Kohl              | Stuttgart            |                                             |      |
| 27  | 1983 | 4–6 december    | Grekland           | Andreas Papandreou       | Aten                 |                                             |      |
| 28  | 1984 | 19–20 mars      | Frankrike          | François Mitterrand      | Bryssel              | Berlinmurens fall                           |      |
| 29  | 1984 | 25–26 juni      | Frankrike          | François Mitterrand      | Fontainebleau        | Brittisk rabatt på budgetavgiften           |      |
| 30  | 1984 | 3–4 december    | Irland             | Garret FitzGerald        | Dublin               |                                             |      |
| 31  | 1985 | 29–30 mars      | Italien            | Bettino Craxi            | Bryssel              | Sammankallande av regeringskonferens        |      |
| 32  | 1985 | 28–29 juni      | Italien            | Bettino Craxi            | Milano               | Antagande av europeiska flaggan             |      |
| 33  | 1985 | 2–3 december    | Luxemburg          | Jacques Santer           | Luxemburg            |                                             |      |
| 34  | 1986 | 26–27 juni      | Nederländerna      | Ruud Lubbers             | Haag                 |                                             |      |
| 35  | 1986 | 5–6 december    | Storbritannien     | Margaret Thatcher        | London               |                                             |      |
| 36  | 1987 | 29–30 juni      | Belgien            | Wilfried Martens         | Bryssel              |                                             |      |
| 37  | 1987 | 4–5 december    | Danmark            | Poul Schlüter            | Köpenhamn            |                                             |      |
| 38  | 1988 | 11–13 februari  | Västtyskland       | Helmut Kohl              | Bryssel              |                                             |      |
| 39  | 1988 | 27–28 juni      | Västtyskland       | Helmut Kohl              | Hannover             |                                             |      |
| 40  | 1988 | 2–3 december    | Grekland           | Andreas Papandreou       | Rhodos               |                                             |      |
| 41  | 1989 | 26–27 juni      | Spanien            | Felipe González          | Madrid               |                                             |      |
| –   | 1989 | 18 november     | Frankrike          | François Mitterrand      | Paris                |                                             |      |
| 42  | 1989 | 8–9 december    | Frankrike          | François Mitterrand      | Strasbourg           | Stöd för Tysklands återförening             |      |
| 43  | 1990 | 28 april        | Irland             | Charles Haughey          | Dublin               |                                             |      |
| 44  | 1990 | 25–26 juni      | Irland             | Charles Haughey          | Dublin               |                                             |      |
| 45  | 1990 | 27–28 oktober   | Italien            | Giulio Andreotti         | Rom                  |                                             |      |
| 46  | 1990 | 14–15 december  | Italien            | Giulio Andreotti         | Rom                  |                                             |      |
| –   | 1991 | 8 april         | Luxemburg          | Jacques Santer           | Luxemburg            |                                             |      |
| 47  | 1991 | 28–29 juni      | Luxemburg          | Jacques Santer           | Luxemburg            |                                             |      |
| 48  | 1991 | 9–10 december   | Nederländerna      | Ruud Lubbers             | Maastricht           | Undertecknande av Maastrichtfördraget       |      |
| 49  | 1992 | 27 juni         | Portugal           | Aníbal Cavaco Silva      | Lissabon             |                                             |      |
| 50  | 1992 | 16 oktober      | Storbritannien     | John Major               | Birmingham           |                                             |      |
| 51  | 1992 | 11–12 december  | Storbritannien     | John Major               | Edinburgh            | Antagande av Edinburghbeslutet              |      |
| 52  | 1993 | 21–22 juni      | Danmark            | Poul Nyrup Rasmussen     | Köpenhamn            | Antagande av Köpenhamnskriterierna          |      |
| 53  | 1993 | 29 oktober      | Belgien            | Jean-Luc Dehaene         | Bryssel              |                                             |      |
| 54  | 1993 | 10–11 december  | Belgien            | Jean-Luc Dehaene         | Bryssel              |                                             |      |
| 55  | 1994 | 24–25 juni      | Grekland           | Andreas Papandreou       | Korfu                | Undertecknande av anslutningsfördrag        |      |
| 56  | 1994 | 15 juli         | Tyskland           | Helmut Kohl              | Bryssel              |                                             |      |
| 57  | 1994 | 9–10 december   | Tyskland           | Helmut Kohl              | Essen                |                                             |      |
| 58  | 1995 | 26–27 juni      | Frankrike          | Jacques Chirac           | Cannes               |                                             |      |
| 59  | 1995 | 22–23 oktober   | Spanien            | Felipe González          | Mallorca             |                                             |      |
| 60  | 1995 | 15–16 december  | Spanien            | Felipe González          | Madrid               |                                             |      |
| 61  | 1996 | 29 mars         | Italien            | Lamberto Dini            | Turin                |                                             |      |
| 62  | 1996 | 21–22 juni      | Italien            | Romano Prodi             | Florens              |                                             |      |
| 63  | 1996 | 5 oktober       | Irland             | John Bruton              | Dublin               |                                             |      |
| 64  | 1996 | 13–14 december  | Irland             | John Bruton              | Dublin               |                                             |      |
| –   | 1997 | 23 maj          | Nederländerna      | Wim Kok                  | Noordwijk            |                                             |      |
| 65  | 1997 | 16–17 juni      | Nederländerna      | Wim Kok                  | Amsterdam            | Undertecknande av Amsterdamfördraget        |      |
| 66  | 1997 | 20–21 november  | Luxemburg          | Jean-Claude Juncker      | Luxemburg            | Sysselsättning                              |      |
| 67  | 1997 | 12–13 december  | Luxemburg          | Jean-Claude Juncker      | Luxemburg            |                                             |      |
| 68  | 1998 | 3 maj           | Storbritannien     | Tony Blair               | Bryssel              | Beslut om införandet av euron               |      |
| 69  | 1998 | 15–16 juni      | Storbritannien     | Tony Blair               | Cardiff              |                                             |      |
| –   | 1998 | 24–25 oktober   | Österrike          | Viktor Klima             | Pörtschach           |                                             |      |
| 70  | 1998 | 11–12 december  | Österrike          | Viktor Klima             | Wien                 |                                             |      |
| –   | 1999 | 26 februari     | Tyskland           | Gerhard Schröder         | Königswinter         |                                             |      |
| 71  | 1999 | 24–25 mars      | Tyskland           | Gerhard Schröder         | Berlin               |                                             |      |
| –   | 1999 | 14 april        | Tyskland           | Gerhard Schröder         | Bryssel              |                                             |      |
| 72  | 1999 | 3–4 juni        | Tyskland           | Gerhard Schröder         | Köln                 |                                             |      |
| 73  | 1999 | 15–16 oktober   | Finland            | Paavo Lipponen           | Tammerfors           | Antagande av Tammerforsprogrammet           |      |
| 74  | 1999 | 10–11 december  | Finland            | Paavo Lipponen           | Helsingfors          |                                             |      |
| 75  | 2000 | 23–24 mars      | Portugal           | António Guterres         | Lissabon             | Lissabonstrategin                           |      |
| 76  | 2000 | 19–20 juni      | Portugal           | António Guterres         | Santa Maria da Feira |                                             |      |
| –   | 2000 | 13–14 oktober   | Frankrike          | Jacques Chirac           | Biarritz             |                                             |      |
| 77  | 2000 | 7–10 december   | Frankrike          | Jacques Chirac           | Nice                 | Undertecknande av Nicefördraget             |      |
| 78  | 2001 | 23–24 mars      | Sverige            | Göran Persson            | Stockholm            |                                             |      |
| 79  | 2001 | 15–16 juni      | Sverige            | Göran Persson            | Göteborg             | Möte med USA:s president Bush               |      |
| 80  | 2001 | 21 september    | Belgien            | Guy Verhofstadt          | Bryssel              | 11 september-attackerna                     |      |
| –   | 2001 | 19 oktober      | Belgien            | Guy Verhofstadt          | Gent                 |                                             |      |
| 81  | 2001 | 14–15 december  | Belgien            | Guy Verhofstadt          | Laken                | Sammankallande av europeiska konventet      |      |
| 82  | 2002 | 15–16 mars      | Spanien            | José María Aznar         | Barcelona            |                                             |      |
| 83  | 2002 | 21–22 juni      | Spanien            | José María Aznar         | Sevilla              | Omorganisering av rådskonstellationer       |      |
| 84  | 2002 | 24–25 oktober   | Danmark            | Anders Fogh Rasmussen    | Bryssel              |                                             |      |
| 85  | 2002 | 12–13 december  | Danmark            | Anders Fogh Rasmussen    | Köpenhamn            |                                             |      |
| 86  | 2003 | 17 februari     | Grekland           | Konstantinos Simitis     | Bryssel              | Irakkriget                                  |      |
| 87  | 2003 | 20–21 mars      | Grekland           | Konstantinos Simitis     | Bryssel              |                                             |      |
| –   | 2003 | 16 april        | Grekland           | Konstantinos Simitis     | Aten                 | Undertecknande av anslutningsfördrag        |      |
| 88  | 2003 | 19–20 juni      | Grekland           | Konstantinos Simitis     | Thessaloniki         |                                             |      |
| 89  | 2003 | 4 oktober       | Italien            | Silvio Berlusconi        | Rom                  | Sammankallande av regeringskonferens        |      |
| 90  | 2003 | 16–17 oktober   | Italien            | Silvio Berlusconi        | Bryssel              |                                             |      |
| 91  | 2003 | 12–13 december  | Italien            | Silvio Berlusconi        | Bryssel              |                                             |      |
| 92  | 2004 | 25–26 mars      | Irland             | Bertie Ahern             | Bryssel              |                                             |      |
| 93  | 2004 | 17–18 juni      | Irland             | Bertie Ahern             | Bryssel              |                                             |      |
| 94  | 2004 | 4–5 november    | Nederländerna      | Jan Peter Balkenende     | Bryssel              | Antagande av Haagprogrammet                 |      |
| 95  | 2004 | 16–17 december  | Nederländerna      | Jan Peter Balkenende     | Bryssel              |                                             |      |
| 96  | 2005 | 22–23 mars      | Luxemburg          | Jean-Claude Juncker      | Bryssel              |                                             |      |
| 97  | 2005 | 16–17 juni      | Luxemburg          | Jean-Claude Juncker      | Bryssel              |                                             |      |
| –   | 2005 | 27 oktober      | Storbritannien     | Tony Blair               | London               | Diskussion om globalisering                 |      |
| 98  | 2005 | 15–16 december  | Storbritannien     | Tony Blair               | Bryssel              |                                             |      |
| 99  | 2006 | 23–24 mars      | Österrike          | Wolfgang Schüssel        | Bryssel              |                                             |      |
| 100 | 2006 | 15–16 juni      | Österrike          | Wolfgang Schüssel        | Bryssel              |                                             |      |
| –   | 2006 | 20 oktober      | Finland            | Matti Vanhanen           | Lahtis               | Möte med Rysslands president Putin          |      |
| 101 | 2006 | 14–15 december  | Finland            | Matti Vanhanen           | Bryssel              |                                             |      |
| 102 | 2007 | 8–9 mars        | Tyskland           | Angela Merkel            | Bryssel              |                                             |      |
| 103 | 2007 | 21–22 juni      | Tyskland           | Angela Merkel            | Bryssel              | Sammankallande av regeringskonferens        |      |
| –   | 2007 | 18–19 oktober   | Portugal           | José Sócrates            | Lissabon             | Överenskommelse om Lissabonfördraget        |      |
| –   | 2007 | 13 december     | Portugal           | José Sócrates            | Lissabon             | Undertecknande av Lissabonfördraget         |      |
| 104 | 2007 | 14 december     | Portugal           | José Sócrates            | Bryssel              |                                             |      |
| 105 | 2008 | 13–14 mars      | Slovenien          | Janez Janša              | Bryssel              |                                             |      |
| 106 | 2008 | 19–20 juni      | Slovenien          | Janez Janša              | Bryssel              |                                             |      |
| 107 | 2008 | 13–14 juli      | Frankrike          | Nicolas Sarkozy          | Bryssel              | Medelhavsunionen                            |      |
| 108 | 2008 | 1 september     | Frankrike          | Nicolas Sarkozy          | Bryssel              | Kriget i Georgien 2008                      |      |
| 109 | 2008 | 15–16 oktober   | Frankrike          | Nicolas Sarkozy          | Bryssel              |                                             |      |
| –   | 2008 | 7 november      | Frankrike          | Nicolas Sarkozy          | Bryssel              | Finanskrisen 2007–2008                      |      |
| 110 | 2008 | 11–12 december  | Frankrike          | Nicolas Sarkozy          | Bryssel              |                                             |      |
| –   | 2009 | 1 mars          | Tjeckien           | Mirek Topolánek          | Bryssel              | Finanskrisen 2007–2008                      |      |
| 111 | 2009 | 19–20 mars      | Tjeckien           | Mirek Topolánek          | Bryssel              |                                             |      |
| –   | 2009 | 5 april         | Tjeckien           | Jan Fischer              | Prag                 | Möte med USA:s president Obama              |      |
| 112 | 2009 | 18–19 juni      | Tjeckien           | Jan Fischer              | Bryssel              | Islands medlemskapsansökan                  |      |
| –   | 2009 | 17 september    | Sverige            | Fredrik Reinfeldt        | Bryssel              | G20-toppmötet i Pittsburgh                  |      |
| 113 | 2009 | 29–30 oktober   | Sverige            | Fredrik Reinfeldt        | Bryssel              |                                             |      |
| –   | 2009 | 19 november     | Sverige            | Fredrik Reinfeldt        | Bryssel              | Förberedelser inför Lissabonfördraget       |      |
| 114 | 2009 | 10–11 december  | Sverige            | Fredrik Reinfeldt        | Bryssel              | Antagande av Stockholmsprogrammet           |      |
| –   | 2010 | 11 februari     | Europeiska unionen | Herman Van Rompuy        | Bryssel              |                                             |      |
| 115 | 2010 | 25–26 mars      | Europeiska unionen | Herman Van Rompuy        | Bryssel              |                                             |      |
| 116 | 2010 | 17 juni         | Europeiska unionen | Herman Van Rompuy        | Bryssel              |                                             |      |
| 117 | 2010 | 16 september    | Europeiska unionen | Herman Van Rompuy        | Bryssel              |                                             |      |
| 118 | 2010 | 28–29 oktober   | Europeiska unionen | Herman Van Rompuy        | Bryssel              |                                             |      |
| 119 | 2010 | 16–17 december  | Europeiska unionen | Herman Van Rompuy        | Bryssel              |                                             |      |
| 120 | 2011 | 4 februari      | Europeiska unionen | Herman Van Rompuy        | Bryssel              |                                             |      |
| 121 | 2011 | 11 mars         | Europeiska unionen | Herman Van Rompuy        | Bryssel              |                                             |      |
| 122 | 2011 | 24–25 mars      | Europeiska unionen | Herman Van Rompuy        | Bryssel              |                                             |      |
| 123 | 2011 | 23–24 juni      | Europeiska unionen | Herman Van Rompuy        | Bryssel              |                                             |      |
| 124 | 2011 | 23–26 oktober   | Europeiska unionen | Herman Van Rompuy        | Bryssel              |                                             |      |
| –   | 2011 | 26 oktober      | Europeiska unionen | Herman Van Rompuy        | Bryssel              |                                             |      |
| 125 | 2011 | 9 december      | Europeiska unionen | Herman Van Rompuy        | Bryssel              | Undertecknande av anslutningsfördrag        |      |
| –   | 2012 | 30 januari      | Europeiska unionen | Herman Van Rompuy        | Bryssel              |                                             |      |
| 126 | 2012 | 1–2 mars        | Europeiska unionen | Herman Van Rompuy        | Bryssel              |                                             |      |
| –   | 2012 | 23 maj          | Europeiska unionen | Herman Van Rompuy        | Bryssel              |                                             |      |
| 127 | 2012 | 28–29 juni      | Europeiska unionen | Herman Van Rompuy        | Bryssel              |                                             |      |
| 128 | 2012 | 18–19 oktober   | Europeiska unionen | Herman Van Rompuy        | Bryssel              |                                             |      |
| 129 | 2012 | 22–23 november  | Europeiska unionen | Herman Van Rompuy        | Bryssel              |                                             |      |
| 130 | 2012 | 13–14 december  | Europeiska unionen | Herman Van Rompuy        | Bryssel              |                                             |      |
| 131 | 2013 | 7–8 februari    | Europeiska unionen | Herman Van Rompuy        | Bryssel              |                                             |      |
| 132 | 2013 | 14–15 mars      | Europeiska unionen | Herman Van Rompuy        | Bryssel              |                                             |      |
| 133 | 2013 | 22 maj          | Europeiska unionen | Herman Van Rompuy        | Bryssel              |                                             |      |
| 134 | 2013 | 27–28 juni      | Europeiska unionen | Herman Van Rompuy        | Bryssel              |                                             |      |
| 135 | 2013 | 24–25 oktober   | Europeiska unionen | Herman Van Rompuy        | Bryssel              |                                             |      |
| 136 | 2013 | 19–20 december  | Europeiska unionen | Herman Van Rompuy        | Bryssel              |                                             |      |
| 137 | 2014 | 6 mars          | Europeiska unionen | Herman Van Rompuy        | Bryssel              |                                             |      |
| 138 | 2014 | 20–21 mars      | Europeiska unionen | Herman Van Rompuy        | Bryssel              |                                             |      |
| –   | 2014 | 27 maj          | Europeiska unionen | Herman Van Rompuy        | Bryssel              | Europaparlamentsvalet 2014                  |      |
| 139 | 2014 | 26–27 juni      | Europeiska unionen | Herman Van Rompuy        | Bryssel              |                                             |      |
| 140 | 2014 | 16 juli         | Europeiska unionen | Herman Van Rompuy        | Bryssel              |                                             |      |
| 141 | 2014 | 30 augusti      | Europeiska unionen | Herman Van Rompuy        | Bryssel              |                                             |      |
| 142 | 2014 | 23–24 oktober   | Europeiska unionen | Herman Van Rompuy        | Bryssel              |                                             |      |
| 143 | 2014 | 18 december     | Europeiska unionen | Donald Tusk              | Bryssel              |                                             |      |
| –   | 2015 | 12 februari     | Europeiska unionen | Donald Tusk              | Bryssel              |                                             |      |
| 144 | 2015 | 19–20 mars      | Europeiska unionen | Donald Tusk              | Bryssel              |                                             |      |
| 145 | 2015 | 23 april        | Europeiska unionen | Donald Tusk              | Bryssel              |                                             |      |
| 146 | 2015 | 25–26 juni      | Europeiska unionen | Donald Tusk              | Bryssel              |                                             |      |
| –   | 2015 | 23 september    | Europeiska unionen | Donald Tusk              | Bryssel              |                                             |      |
| 147 | 2015 | 15 oktober      | Europeiska unionen | Donald Tusk              | Bryssel              |                                             |      |
| –   | 2015 | 12 november     | Europeiska unionen | Donald Tusk              | Bryssel              |                                             |      |
| 148 | 2015 | 17–18 december  | Europeiska unionen | Donald Tusk              | Bryssel              |                                             |      |
| 149 | 2016 | 18–19 februari  | Europeiska unionen | Donald Tusk              | Bryssel              |                                             |      |
| 150 | 2016 | 17–18 mars      | Europeiska unionen | Donald Tusk              | Bryssel              |                                             |      |
| 151 | 2016 | 28 juni         | Europeiska unionen | Donald Tusk              | Bryssel              |                                             |      |
| –   | 2016 | 29 juni         | Europeiska unionen | Donald Tusk              | Bryssel              | Möte om brexit (utan Storbritannien)        |      |
| –   | 2016 | 16 september    | Europeiska unionen | Donald Tusk              | Bratislava           | Möte om brexit (utan Storbritannien)        |      |
| 152 | 2016 | 20–21 oktober   | Europeiska unionen | Donald Tusk              | Bryssel              |                                             |      |
| 153 | 2016 | 15 december     | Europeiska unionen | Donald Tusk              | Bryssel              |                                             |      |
| –   | 2017 | 3 februari      | Europeiska unionen | Donald Tusk              | Valletta             |                                             |      |
| 154 | 2017 | 9 mars          | Europeiska unionen | Donald Tusk              | Bryssel              |                                             |      |
| –   | 2017 | 10 mars         | Europeiska unionen | Donald Tusk              | Bryssel              | Möte utan Storbritannien                    |      |
| 155 | 2017 | 29 april        | Europeiska unionen | Donald Tusk              | Bryssel              | Möte om brexit (utan Storbritannien)        |      |
| 156 | 2017 | 22–23 juni      | Europeiska unionen | Donald Tusk              | Bryssel              |                                             |      |
| 157 | 2017 | 19 oktober      | Europeiska unionen | Donald Tusk              | Bryssel              |                                             |      |
| 158 | 2017 | 20 oktober      | Europeiska unionen | Donald Tusk              | Bryssel              | Möte om brexit (utan Storbritannien)        |      |
| –   | 2017 | 17 november     | Europeiska unionen | Donald Tusk              | Göteborg             | Europeiska pelaren för sociala rättigheter  |      |
| 159 | 2017 | 14 december     | Europeiska unionen | Donald Tusk              | Bryssel              |                                             |      |
| 160 | 2017 | 15 december     | Europeiska unionen | Donald Tusk              | Bryssel              | Möte om brexit (utan Storbritannien)        |      |
| 161 | 2018 | 22 mars         | Europeiska unionen | Donald Tusk              | Bryssel              |                                             |      |
| 162 | 2018 | 23 mars         | Europeiska unionen | Donald Tusk              | Bryssel              | Möte om brexit (utan Storbritannien)        |      |
| 163 | 2018 | 28 juni         | Europeiska unionen | Donald Tusk              | Bryssel              |                                             |      |
| 164 | 2018 | 29 juni         | Europeiska unionen | Donald Tusk              | Bryssel              | Möte om brexit (utan Storbritannien)        |      |
| –   | 2018 | 19–20 september | Europeiska unionen | Donald Tusk              | Bryssel              |                                             |      |
| –   | 2018 | 20 september    | Europeiska unionen | Donald Tusk              | Bryssel              | Möte om brexit (utan Storbritannien)        |      |
| –   | 2018 | 17 oktober      | Europeiska unionen | Donald Tusk              | Bryssel              | Möte om brexit (utan Storbritannien)        |      |
| 165 | 2018 | 18 oktober      | Europeiska unionen | Donald Tusk              | Bryssel              |                                             |      |
| 166 | 2018 | 25 november     | Europeiska unionen | Donald Tusk              | Bryssel              | Möte om brexit (utan Storbritannien)        |      |
| 167 | 2018 | 13 december     | Europeiska unionen | Donald Tusk              | Bryssel              | Möte om brexit (utan Storbritannien)        |      |
| 168 | 2018 | 13–14 december  | Europeiska unionen | Donald Tusk              | Bryssel              |                                             |      |
| 169 | 2019 | 21 mars         | Europeiska unionen | Donald Tusk              | Bryssel              | Möte om brexit (utan Storbritannien)        |      |
| 170 | 2019 | 21–22 mars      | Europeiska unionen | Donald Tusk              | Bryssel              |                                             |      |
| 171 | 2019 | 10 april        | Europeiska unionen | Donald Tusk              | Bryssel              | Möte om brexit (utan Storbritannien)        |      |
| –   | 2019 | 9 maj           | Europeiska unionen | Donald Tusk              | Bryssel              |                                             |      |
| –   | 2019 | 28 maj          | Europeiska unionen | Donald Tusk              | Bryssel              | Europaparlamentsvalet 2019                  |      |
| 172 | 2019 | 20 juni         | Europeiska unionen | Donald Tusk              | Bryssel              |                                             |      |
| 173 | 2019 | 21 juni         | Europeiska unionen | Donald Tusk              | Bryssel              | Möte om brexit (utan Storbritannien)        |      |
| 174 | 2019 | 30 juni–2 juli  | Europeiska unionen | Donald Tusk              | Bryssel              |                                             |      |
| 175 | 2019 | 17 oktober      | Europeiska unionen | Donald Tusk              | Bryssel              | Möte om brexit (utan Storbritannien)        |      |
| 176 | 2019 | 17–18 oktober   | Europeiska unionen | Donald Tusk              | Bryssel              |                                             |      |
| 177 | 2019 | 12 december     | Europeiska unionen | Charles Michel           | Bryssel              |                                             |      |
| 178 | 2019 | 13 december     | Europeiska unionen | Charles Michel           | Bryssel              | Möte om brexit (utan Storbritannien)        |      |
| –   | 2020 | 10 mars         | Europeiska unionen | Charles Michel           | Videokonferens       | Covid-19-pandemin                           |      |
| –   | 2020 | 17 mars         | Europeiska unionen | Charles Michel           | Videokonferens       | Covid-19-pandemin                           |      |
| –   | 2020 | 26 mars         | Europeiska unionen | Charles Michel           | Videokonferens       | Covid-19-pandemin                           |      |
| –   | 2020 | 23 april        | Europeiska unionen | Charles Michel           | Videokonferens       | Covid-19-pandemin                           |      |
| –   | 2020 | 19 juni         | Europeiska unionen | Charles Michel           | Videokonferens       | Covid-19-pandemin                           |      |
| 179 | 2020 | 17–21 juli      | Europeiska unionen | Charles Michel           | Bryssel              | Fleråriga budgetramen 2021–2027             |      |
| –   | 2020 | 19 augusti      | Europeiska unionen | Charles Michel           | Videokonferens       | Covid-19-pandemin                           |      |
| 180 | 2020 | 1–2 oktober     | Europeiska unionen | Charles Michel           | Bryssel              | Covid-19-pandemin                           |      |
| 181 | 2020 | 15–16 oktober   | Europeiska unionen | Charles Michel           | Bryssel              | Covid-19-pandemin                           |      |
| –   | 2020 | 29 oktober      | Europeiska unionen | Charles Michel           | Videokonferens       | Covid-19-pandemin                           |      |
| –   | 2020 | 19 november     | Europeiska unionen | Charles Michel           | Videokonferens       | Covid-19-pandemin                           |      |
| 182 | 2020 | 10–11 december  | Europeiska unionen | Charles Michel           | Bryssel              | Covid-19-pandemin                           |      |
| –   | 2021 | 21 januari      | Europeiska unionen | Charles Michel           | Videokonferens       | Covid-19-pandemin                           |      |
| –   | 2021 | 25–26 februari  | Europeiska unionen | Charles Michel           | Videokonferens       | Covid-19-pandemin                           |      |
| –   | 2021 | 25 mars         | Europeiska unionen | Charles Michel           | Videokonferens       | Covid-19-pandemin                           |      |
| –   | 2021 | 7–8 maj         | Europeiska unionen | Charles Michel           | Porto                | Portoförklaringen                           |      |
| 183 | 2021 | 24–25 maj       | Europeiska unionen | Charles Michel           | Bryssel              |                                             |      |
| 184 | 2021 | 24–25 juni      | Europeiska unionen | Charles Michel           | Bryssel              |                                             |      |
| –   | 2021 | 5 oktober       | Europeiska unionen | Charles Michel           | Brdo                 |                                             |      |
| 185 | 2021 | 21–22 oktober   | Europeiska unionen | Charles Michel           | Bryssel              |                                             |      |
| 186 | 2021 | 16 december     | Europeiska unionen | Charles Michel           | Bryssel              |                                             |      |
| –   | 2022 | 17 februari     | Europeiska unionen | Charles Michel           | Bryssel              |                                             |      |
| 187 | 2022 | 24 februari     | Europeiska unionen | Charles Michel           | Bryssel              | Rysslands invasion av Ukraina               |      |
| 188 | 2022 | 10–11 mars      | Europeiska unionen | Charles Michel           | Bryssel              | Versaillesförklaringen                      |      |
| 189 | 2022 | 24–25 mars      | Europeiska unionen | Charles Michel           | Bryssel              |                                             |      |
| 190 | 2022 | 30–31 maj       | Europeiska unionen | Charles Michel           | Bryssel              | Rysslands invasion av Ukraina               |      |
| 191 | 2022 | 23–24 juni      | Europeiska unionen | Charles Michel           | Bryssel              |                                             |      |
| –   | 2022 | 7 oktober       | Europeiska unionen | Charles Michel           | Prag                 | Europeiska politiska gemenskapen            |      |
| 192 | 2022 | 20–21 oktober   | Europeiska unionen | Charles Michel           | Bryssel              |                                             |      |
| 193 | 2022 | 15 december     | Europeiska unionen | Charles Michel           | Bryssel              |                                             |      |
| 194 | 2023 | 9 februari      | Europeiska unionen | Charles Michel           | Bryssel              | Rysslands invasion av Ukraina               |      |
| 195 | 2023 | 23 mars         | Europeiska unionen | Charles Michel           | Bryssel              |                                             |      |
| 196 | 2023 | 29–30 juni      | Europeiska unionen | Charles Michel           | Bryssel              |                                             |      |
| –   | 2023 | 6 oktober       | Europeiska unionen | Charles Michel           | Granada              |                                             |      |
| –   | 2023 | 17 oktober      | Europeiska unionen | Charles Michel           | Videokonferens       |                                             |      |
| 197 | 2023 | 26–27 oktober   | Europeiska unionen | Charles Michel           | Bryssel              |                                             |      |
| 198 | 2023 | 14–15 december  | Europeiska unionen | Charles Michel           | Bryssel              |                                             |      |
| 199 | 2024 | 1 februari      | Europeiska unionen | Charles Michel           | Bryssel              | Stöd till Ukraina och fleråriga budgetramen |      |
| 200 | 2024 | 21–22 mars      | Europeiska unionen | Charles Michel           | Bryssel              |                                             |      |
| 201 | 2024 | 17–18 april     | Europeiska unionen | Charles Michel           | Bryssel              |                                             |      |
| –   | 2024 | 17 juni         | Europeiska unionen | Charles Michel           | Bryssel              | Europaparlamentsvalet 2024                  |      |
| 202 | 2024 | 27 juni         | Europeiska unionen | Charles Michel           | Bryssel              |                                             |      |
| 203 | 2024 | 17 oktober      | Europeiska unionen | Charles Michel           | Bryssel              |                                             |      |
| –   | 2024 | 7–8 november    | Europeiska unionen | Charles Michel           | Budapest             | Budapestförklaringen                        |      |
| 204 | 2024 | 19 december     | Europeiska unionen | António Costa            | Bryssel              |                                             |      |
| –   | 2025 | 3 februari      | Europeiska unionen | António Costa            | Bryssel              | Försvarssamarbete med Storbritannien        |      |
| 205 | 2025 | 6 mars          | Europeiska unionen | António Costa            | Bryssel              | Rysslands invasion av Ukraina               |      |
| 206 | 2025 | 20–21 mars      | Europeiska unionen | António Costa            | Bryssel              |                                             |      |
| 207 | 2025 | 26–27 juni      | Europeiska unionen | António Costa            | Bryssel              |                                             |      |
| –   | 2025 | 1 oktober       | Europeiska unionen | António Costa            | Bryssel              |                                             |      |
| 208 | 2025 | 23–24 oktober   | Europeiska unionen | António Costa            | Bryssel              |                                             |      |
| 209 | 2025 | 18–19 december  | Europeiska unionen | António Costa            | Bryssel              |                                             |      |